# Sân vận động Meinau
Sân vận động Meinau (tiếng Pháp: Stade de la Meinau, phát âm tiếng Pháp: [stad də la mɛno]), thường được gọi là "La Meinau", là một sân vận động bóng đá ở Strasbourg, Pháp. Đây là sân nhà của RC Strasbourg và cũng là nơi tổ chức các trận đấu quốc tế, bao gồm một trận đấu tại World Cup 1938, hai trận đấu tại Euro 1984 và trận chung kết Cúp C2 châu Âu 1988. Sân cũng được sử dụng làm địa điểm cho các buổi hòa nhạc. Nơi đây đã tổ chức buổi phát biểu của Gioan Phaolô II vào năm 1988. Sân vận động này thuộc sở hữu của thành phố Strasbourg và được RC Strasbourg thuê làm sân nhà.